# Joachim Friedrich von Schlieben
Joachim Friedrich von Schlieben (auch Johann Friedrich von Schlieben; † 1697) war Landsyndikus und Konsistorialrat der Niederlausitz.

## Leben
Er war ein Sohn von Oberstleutnant Adam von Schlieben auf Falkenhain. Joachim Friedrich studierte Rechtswissenschaft. 1663 erhielt er die Dörfer Golzig und Kaden von seinem Vater. 
1666 wurde er Landsyndikus und trat als Sprecher der Landstände gegenüber dem herzoglich-sächsischen Rat Georg Heinrich von Luckowien bei der Einrichtung einer Verwaltung durch die neue sächsische Landesherrschaft in der Niederlausitz auf.
1668 wurde von Schlieben als einer von zwei weltlichen Konsistorialräten des neu gegründeten evangelischen Konsistoriums in Lübben bestimmt.
Er hatte keine erbberechtigten Nachkommen.